# Pseudostypella
Pseudostypella är ett släkte av svampar. Pseudostypella ingår i familjen Auriculariaceae, ordningen Auriculariales, klassen Agaricomycetes, divisionen basidiesvampar och riket svampar.
|                | Auricularia                                |
|                |                                            |
|                | Eichleriella                               |
|                |                                            |
|                | Heterochaete                               |
|                |                                            |
|                | Exidiopsis                                 |
|                |                                            |
|                | Exidia                                     |
|                |                                            |
| Pseudostypella | \| \| Pseudostypella nothofagi \| \| \| \| |
|                | \| \| Pseudostypella nothofagi \| \| \| \| |
|                | Fibulosebacea                              |
|                |                                            |
|                | Pseudostypella nothofagi                   |
|                |                                            |

|  | Pseudostypella nothofagi |
|  |                          |